# Garges-lès-Gonesse
Garges-lès-Gonesse – miejscowość i gmina we Francji, w regionie Île-de-France, w departamencie Dolina Oise.
Według danych na rok 1990 gminę zamieszkiwały 42 144 osoby, a gęstość zaludnienia wynosiła 7705 osób/km² (wśród 1287 gmin regionu Île-de-France Garges-lès-Gonesse plasuje się na 48. miejscu pod względem liczby ludności, natomiast pod względem powierzchni na miejscu 644.).